# Kulturfilm-Institut
Die Kulturfilm-Institut G.m.b.H., auch: Kulturfilm-Institut G.m.b.H. Dr. Hans Cürlis, wurde am 11. Juli 1919 durch den promovierten Kunsthistoriker Hans Cürlis in Berlin gegründet. Das Institut war während der Weimarer Republik, der Zeit des Nationalsozialismus und in der jungen Bundesrepublik aktiv.

## Geschichte
Am 4. Februar 1920 gründete Cürlis gemeinsam mit dem Trick- und Animationsfilmer Berthold Bartosch, dem Filmregisseur Carl Koch und dessen Ehefrau, der Filmregisseurin Lotte Reiniger, und weiteren Personen die Gesellschaft für Kulturforschung. Diese war ein Pendant zu dem 1915 an der Alma Mater Rudolphina Vindobonensis in Wien eingerichteten Institut für Kulturforschung, das der promovierte Kulturgeograph Erwin Hanslik, der Ethnologe Edmund Küttler (1884–1964) und der promovierte Anthropologe und Rechtsanwalt Viktor Ritter von Bauer begründet hatten.
Zweck dieses gemeinnützigen Vereins war es, die „wissenschaftliche Erforschung der Kultur aller Völker zu betreiben und die Forschungsergebnisse durch Darstellung in Wort, Bild und Film zu verbreiten“. Die Gesellschaft für Kulturforschung richtete eine Filmabteilung, einen Verlag und ein Archiv für Lehr- und Schulfilme ein. Aufgabe der Gesellschaft war die „Verbreitung politischer Ideen und kultureller Botschaften“, insbesondere durch Animationsfilme, welche die Kulturfilm-Institut G.m.b.H. produzieren sollte.
Cürlis filmte zu Beginn der 1920er Jahre in Berlin beispielsweise die Maler Lovis Corinth, Otto Dix, Max Liebermann und Heinrich Zille bei ihrer Arbeit. Auf diese Weise gelang es, die Entstehung von Werken festzuhalten, in denen sich ein tief greifender Wandel in der zeitgenössischen Kunst vollzog.
Während des Zweiten Weltkriegs kooperierte Cürlis mit der Riefenstahl-Film G.m.b.H., die Arnold Fanck damit beauftragt hatte, filmische Dokumentationen von Josef Thorak (1943) und Arno Breker (1944) zu fertigen.

## Filmografie
- 1924: George Grosz
- 1926: Prof. Max Liebermann
- 1926: Edwin Scharff
- ca. 1926: Otto Dix
- 1926/27: Mosaik
- 1931/32: Im Lande der Bretonen
- 1932: Der Rhein – Deutschlands Strom
- 1933: Bayerische Heimat – Vom Frankenland zu den Alpen
- 1933: Der klassische Rhein
- 1934: Vom Stundenschlag vergangener Zeit
- 1934: Orgelklänge
- 1934: Wo der rote Wein wächst
- 1934: Kurgäste hinter Museumsmauern
- 1934: Gläserne Künste
- 1934: Geheimnisse der Mumien
- 1934: Die Heilige Schrift – deutsch. 400 Jahre Lutherbibel
- 1934: Leuchtende Fenster
- 1934: Beim Waffenmeister im Zeughaus
- 1934: Eine Welt im Schrank
- 1934: Der Lüneburger Silberschatz
- 1934–36: Hirnforschung
- 1935: Berlin bleibt Berlin
- 1935: Der Weg ins Leben
- 1935: Ein Letzter seiner Zunft
- 1935: Handgedrucktes Bauernleinen
- 1935: Handwerk im Dorf
- 1935: Säuglingspflege
- 1935: Für das Leben lernen wir
- 1936: Herstellung eines Bauernstuhles
- 1936: Häusliche Krankenpflege
- 1936: Der Gerber
- 1936: Vom Werdegang eines handgebundenen Buches
- 1936: Herstellung einer Marionettenpuppe
- 1936: Weinbau an der Ahr
- 1936: Faltarbeiten aus Papier I
- 1936: Faltarbeiten aus Papier II
- 1936: Herstellung einer Kasperlepuppe
- 1937: Verkehrsflugzeug im Flughafen Berlin
- 1937: Arbeitsdienst Teil I
- 1937: Arbeitsdienst Teil II
- 1937: Berlin
- 1937: Der Welfenschatz
- 1937: Gewinnung von Branntkalk
- 1937: Aus Berliner Museen
- 1937: Sonne über Deutschland
- 1937/38: Italien
- 1937/38: Aus Kupfer geschmiedet
- 1938: Hier spricht das Kind! Ein Film von unseren Jüngsten im Rundfunk
- 1938: Orgelklänge – Ein Film vom Orgelbau
- 1938/39: Spielkarten – Kartenspiele
- 1939: Wachs
- 1939: Kleiner Fluß am großen Strom
- 1939: Heilbehandlung von Kunstwerken
- 1939–50: Aus Eisen geschmiedet
- 1940: Bockstütze
- 1940: Zusammensetzen der Handsäge
- 1940: Kopfstütze
- 1940: Anspitzen von Pflöcken
- 1940: Mischmaschine
- 1940: Brett hochkant abrichten
- 1940: Schrotsäge I
- 1940: Schrotsäge II
- 1940: Lagern von Hölzern
- 1940: Aufstellen und Einwinkeln von Schnurgerüsten
- 1940: Rauhbank
- 1940: Schlauchwaage
- 1940: Handsäge III
- 1940: Handsäge IV
- 1940: Stangenbohrer
- 1940: Lochen – Stemmen
- 1940: Herstellen eines Schaltisches
- 1940/41: Schrubbhobel
- 1940/41: Fuchsschwanz, Stichsäge, Reißsäge
- 1940/41: Handbeil
- 1940/41: Doppelhobel
- 1941: Stampfen einer Betonmischung
- 1941: Herstellung eines Pfeilerfundamentes mit Anschlußeisen
- 1941: Bronzeguß
- 1941: Herstellung einer Säulenarmierung außerhalb der Schalung
- 1941: Eisenbiegen von Hand mit beweglicher Rolle an der Maschine
- 1941: Filmszene zum Erdgeist im »Faust«, 1. Teil, 2. Bild
- 1941: Abrödeln einer Säule
- 1941: Weltgeschichte als Kolonialgeschichte
- 1941: Schneiden von Eisen
- 1941: Armierung von Säule und Balken
- 1941: Zusammenbau einer Säulenschalung
- 1941: Mischen von Hand
- 1942: Gestern war Schützenfest
- 1942: Bach – Mozart – Beethoven. Deutsche schufen für die Welt
- 1943: Joseph Thorak – Werkstatt und Werk
- 1943/44: Diesel-Motor
- 1943/44: Otto-Motor
- 1944: Arno Breker – Harte Zeit, starke Kunst
- 1944/45: Romantisches Burgenland
- 1945: Wie baue ich einen Ofen?
- 1945–48: Formende Hände
- 1946: Feiner Mann – was nun?
- 1946: Fleckfieber droht!
- 1946: Seuchengefahr
- 1946: Junges Leben
- 1946: Es geht auch so!
- 1946: Vitamine an der Straße
- 1946/47: Karikaturen
- 1947: Kupferstich und Radierung
- 1949: Kinder zeichnen ihre Welt
- 1949: Schwarz-Weiß-Gelb
- 1949/50: Altdeutsche Malerei 1250–1550
- 1949/50: Unvergängliche Bauten namenloser Meister
- 1950: Kostbarkeiten niederländischer Kunst – Von van Eyck bis Breughel
- 1950: Silberne Künste
- 1950: Professor Max Pechstein zeichnet und malt
- 1950: Italienische Meister – Von Giotto bis Tizian
- 1950/51: Nach Christi Geburt in Peru – Ein Jahrtausend versunkener Kultur
- 1950/51: Von Rembrandt bis Rubens
- 1950/51: Der Film entdeckt Kunstwerke indianischer Vorzeit
- 1950/51: Heinz Trökes zeichnet und malt
- 1950–52: Drei Meister schneiden in Holz
- 1951: Bezaubernde Nebendinge auf Gemälden alter Meister
- 1951/52: Ton in des Künstlers Hand – Richard Scheibe
- 1951–55: Max Pechstein, Berlin 1951, 1952 und 1955
- 1952: Antike Gläser
- 1952: Watteau, ein Maler, den wir lieben müssen
- 1952: Winkel im Schwabenland – Heimat der Kunst
- 1952/53: Glocken werden aus Eisen gegossen
- 1952/53: Schnappschüsse aus dem 17. Jahrhundert
- 1952/53: Kunst unserer Zeit in Gottes Dienst
- 1952–54: Kleine Seefahrt – ganz groß
- 1953: Beglückendes Glas
- 1953: Renée Sintenis
- 1953: Bunter Traum zwischen Neckar und Tauber
- 1953: Ein kostbares Erbe
- 1953/54: Schnitzaltäre in Kalkar
- 1953/54: Kunst an der Straße
- 1954: Ewige Liebe zu den Wassern in Rom
- 1954/55: Wie die Zeichnung zum Kunstwerk wurde
- 1954/55: Eine Frau und ein Fohlen
- 1955: Wandel des Wohnens in drei Jahrhunderten
- 1955: Eine Wille – Zwei Welten
- 1955: Sie klingeln für Dich!
- 1955: Wir erwarten ein Baby
- 1955: Wir werden Eltern
- 1955: Heilbronn vor der Zerstörung
- 1955: Vasenwände – Spiegel griechischen Lebens
- 1955/56: Baden verboten
- 1955/56: Adolph Menzel, eine verlorene Zunft
- 1956: Plätze in Talien – Piazze d’Italia
- 1956: Stein spricht zum Volk
- 1956: Moderne Plastiker am Werk
- 1956: Max Pechstein – Ein Meister des Expressionismus
- 1956: Nie gesehener Rembrandt
- 1956: Ach, Du liebe Mode
- 1956: Die Töchter des Herrn Lette
- 1956: Von der Bernwardstür zur Paradiespforte
- 1956: Der Bauch des Riesen
- 1956/57: Ein Titan des deutschen Barock: Cosmas Damian Asam
- 1957: Hohe Kunst und Käuferwünsche
- 1957: Wallfahrtskirche Vierzehnheiligen
- 1957: Corinth, Liebermann, Slevogt
- 1957: Gipsfiguren
- 1957: Harlekin
- 1957: Linden in der Wunderbüchse
- 1958: Gehopst wie gesprungen
- 1958: Im Spitz-Namen des Volkes
- 1958: Johann Sebastian Bach
- 1958: Das Urteil des Paris
- 1958: Das Kind im Bild
- 1958: Vieler Hände Fleiß um bunte Fäden
- 1958: Zwei Sprachen einer Kunst
- 1958: Getanzte Götter
- 1958: Triumph des Friedens
- 1958: Zwei Bildhauer unserer Zeit
- 1959: Auf die Eignung kommt es an
- 1959: Studenten des Zuckers
- 1959: Mit Brief und Siegel
- 1959: Gebirge selbst gebaut
- 1959: Berliner Luft hat Duft
- 1959: Spiel in Stahl
- 1959: Martin
- 1960: Maschinen mit Gedächtnis
- 1960: Die Wissenschaft vom Gerstensaft
- 1960: Spielzeug der Winde
- 1961/62: Eine Frau hat uns etwas zu sagen – Die Bildhauerin Ursula Förster
- 1962: Alexander Camaro
- 1962: Kostbare Miniaturen in handgeschriebenen Büchern
- 1964: Hann Trier
- 1964: André Masson beim Zeichnen, Berlin 1964
- 1964: Hendryk Berlewi
- 1965: Das Gesetz der Blickbahn
- 1966: Hannah Höch – jung geblieben
- 1966: Dieter Ruckhaberle
- 1967: Bernhard Heiliger
- 1967: Bruno Paul
- 1967: Bernhard Klein
- 1968: Rochus Gliese
- 1969: Arthur Degner
- 1970: Viktoria Siewert

## Videos
- Aus den Ateliers der 20er Jahre – Der Filmpionier Hans Cürlis und seine Malerporträts, 1:24:18 Std., auf: youtube.com